# Ringsted (Iowa)
Pour les articles homonymes, voir Ringsted (homonymie).
Ringsted est une ville du comté d'Emmet, en Iowa, aux États-Unis. Elle est incorporée le 29 mars 1900.

## Source de la traduction
- (en) Cet article est partiellement ou en totalité issu de l’article de Wikipédia en anglais intitulé « Ringsted, Iowa » (voir la liste des auteurs).